# Митра, Субрата
Субрата Митра (бенг. সুব্রত মিত্র, англ. Subrata Mitra, 12 октября 1930, Калькутта — 7 декабря 2001, там же) — индийский кинооператор. В 1986 году награждён Национальной кинопремией за лучшую операторскую работу.

## Биография
Родился в бенгальской семье среднего класса. Мечтал стать архитектором или кинооператором. Пытался устроиться ассистентом оператора на фильм Жана Ренуара «Река» (1950), снимавшийся в Калькутте, но ему разрешили только наблюдать за съёмками и делать заметки (он делал их самые подробные, вычерчивал мизансцены, строил графики распределения света и т. п.). Так или иначе, никогда не учился операторскому искусству. Начал работать с Сатьяджитом Раем в 1950-х годах, снял с ним 10 его первых фильмов, начиная с трилогии об Апу (1955—1959), сделавшей знаменитыми и режиссёра, и оператора. На съёмках фильма «Непокорённый» (1956) впервые в мировой практике применил рефлектор для создания эффекта отражённого света — чуть позже и независимо от Митры этот эффект открыл Свен Нюквист, активно использовавший его в фильме «Сквозь тусклое стекло» (1961).
С 1997 года до конца жизни преподавал в Институте кино и телевидения имени Сатьяджита Рая в Калькутте.

## Творчество
Операторская манера Митры сложилась под влиянием голливудских лент, мирового кино конца 1940-х — начала 1950-х годов — фильмов Флаэрти («Луизианская история»), Де Сика («Похитители велосипедов»), Куросавы («Расёмон»), Хичкока («Я признаюсь»).

## Фильмография
- 1955 — Песнь дороги (Сатьяджит Рай)
- 1956 — Непокорённый (Сатьяджит Рай)
- 1957 — Философский камень (Сатьяджит Рай)
- 1958 — Музыкальная комната (Сатьяджит Рай)
- 1959 — Мир Апу (Сатьяджит Рай)
- 1960 — Богиня (Сатьяджит Рай)
- 1962 — Канченджанга (Сатьяджит Рай)
- 1963 — Хозяин дома (Джеймс Айвори)
- 1963 — Большой город (Сатьяджит Рай)
- 1964 — Чарулата (Сатьяджит Рай)
- 1965 — Слуги Шекспира (Дж. Айвори)
- 1966 — Герой (Сатьяджит Рай)
- 1966 — Третья клятва (Басу Бхаттачарья)
- 1969 — Учитель (Дж. Айвори)
- 1970 — Бомбейское кино (Дж. Айвори)
- 1974 — Махатма и сумасшедший мальчик (Исмаил Мёрчант, короткометражный)
- 1984 — New Delhi Times (Рамеш Шарма, Национальная кинопремия Серебряный лотос за операторское искусство)

## Признание
- Премия Eastman Kodak за исключительное жизненное достижение в операторском искусстве (1992).